# Zona Reservada de Ancón

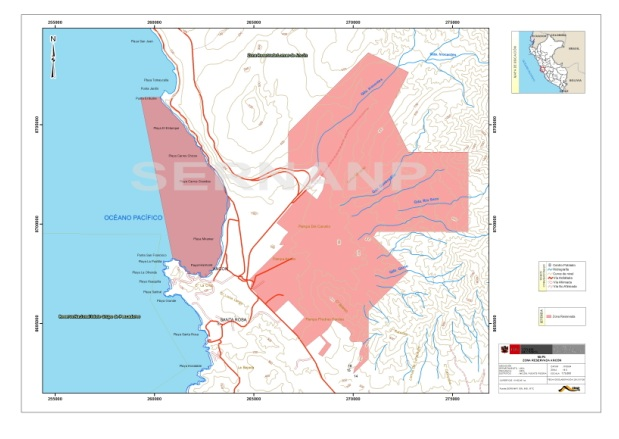
Karte

Die Zona Reservada de Ancón ist ein Schutzgebiet in West-Peru in der Region Lima. Das Reservat wurde am 28. November 2011 eingerichtet. Verwaltet wird es von der staatlichen Naturschutz-Agentur Servicio Nacional de Areas Naturales Protegidas por el Estado (SERNANP). Das Areal besitzt eine Größe von 104,52 km², wovon sich 21,93 km² über die Bucht von Ancón (Bahia de Ancón) erstrecken. Weiterhin gehört zur Zona Reservada de Ancón der im Hinterland der Küste befindliche 82,59 km² große Parque Ecológico Nacional Antonio Raimondi. Das Schutzgebiet dient der Erhaltung eines Küstengewässers sowie einer ariden, wüstenhaften Hügellandschaft im Hinterland der Küste.

## Lage
Das Schutzgebiet befindet sich in den Distrikten Ancón und Puente Piedra in der Provinz Lima. Es liegt 35 km nördlich vom Stadtzentrum der Hauptstadt Lima. Die Nationalstraße 1N (Panamericana) sowie die Stadt Ancón liegen zwischen den beiden Teilen des Schutzgebietes.